# Корсунская епархия
Ко́рсунская епа́рхия (фр. Diocèse de Chersonèse) — епархия Русской православной церкви, объединяющая приходы во Франции, Швейцарии, Лихтенштейне и Монако.
Основана в 1960 году в рамках экзархата Московского патриархата в Западной Европе, просуществовавшего до 1990 года. С 2018 года является центром вновь учреждённого экзархата в Западной Европе.

## История
Корсунская епархия с центром в Париже была создана 5 января 1960 году в рамках экзархата Московского патриархата в Западной Европе, когда архиепископу Клишийскому Николаю (Ерёмину) был присвоен титул митрополита Корсунского. Епархия была названа по имени города Корсунь (Херсонес) — античного города в Крыму, основанного как колония греками. По преданию, именно там князь Владимир Святославич принял решение стать христианином, открывая новую страницу в истории Руси. По словам епископа Нестора (Сиротенко), «в своё время было решено по старой традиции и из уважения к местным христианам, католикам, называть епархии в Европе именами несуществующих больше исторических епархий. У греков таких епархий, наверное, не одна сотня, а у нас их не очень много — в основном те, которые находились на территории Крыма. В результате Сурожской назвали епархию в Англии, а Корсунской — во Франции».
С 1979 по 1990 год Корсунская епархия не имела своего правящего архиерея, поскольку клирики Московского патриархата из СССР рассматривались французскими властями как советские агенты, и получение визы для них было максимально затруднено. Кроме того, финансовое положение священников экзархата Московского патриархата в этот период было довольно тяжёлым.
Решением Архиерейского собора РПЦ 30-31 января 1990 года Западноевропейский экзархат был упразднён, а епархии, входившие в его состав, в том числе Корсунская, были подчинены непосредственно патриарху и Священному синоду.
Лишь после падения «железного занавеса» это положение изменилось. В страны, входящие в ведение епархии, хлынули эмигранты из бывшего СССР, что позволило пополнить уже существующие приходы и создавать новые. Кроме того, приходы Корсунской епархии стали появляться в Испании и Португалии, где ранее не было приходов Московского патриархата. 2000-е годы характеризовались ростом числа приходов и прихожан — в первую очередь за счёт мигрантов из стран бывшего СССР, обострением отношений с Западноевропейским экзархатом русских приходов и нормализацией отношений с Русской зарубежной церковью и активным сотрудничеством Женевской и Западно-Европейской епархией РПЦЗ.
27 декабря 2007 года решением Священного синода приходы Московского патриархата в Италии были выделены из состава Корсунской епархии и «подчинены каноническому ведению Преосвященного с титулом „Богородский“».
15 апреля 2008 года Священный синод Русской православной церкви распорядился открыть под Парижем Православную духовную семинарию во Франции. Канцлером семинарии назначен епископ Корсунский.
25 декабря 2013 года после многочисленных согласований был утверждён проект строительства православного собора и русского духовно-культурного центра в Париже. Официальное открытие духовно-культурного центра состоялось 19 октября 2016 года, а 4 декабря патриарх Московский и всея Руси Кирилл возглавил освящение храма Святой Троицы в Париже.
28 декабря 2018 года Священный синод Русской православной церкви образовал Испанско-Португальскую епархию на территории Испании и Португалии и Андорры, выделив её из Корсунской епархии. Тогда же епархия вошла в состав новоучреждённого Патриаршего экзархата в Западной Европе.

## Архиереи
- 5 января 1960 — 14 января 1963 — Николай (Ерёмин)
- 12 сентября 1968 — 16 ноября 1979 — Петр (Л'Юилье)
- 16 ноября 1979 — 28 марта 1984 — Филарет (Вахромеев) в/у, митрополит Минский
- 28 марта 1984 — 20 февраля 1990 — Владимир (Сабодан) в/у, митрополит Ростовский
- 20 февраля — 27 октября 1990 — Кирилл (Гундяев) в/у, архиепископ Смоленский
- 27 октября 1990 — 18 февраля 1992 — Валентин (Мищук)
- 14 января 1993 — 31 марта 1999 — Гурий (Шалимов)
- 31 марта — 6 октября 1999 — Кирилл (Гундяев) в/у, митрополит Смоленский
- 6 октября 1999 — 24 декабря 2010 — Иннокентий (Васильев)
- 24 декабря 2010 — 28 декабря 2018 — Нестор (Сиротенко)
- 28 декабря 2018 — 30 мая 2019 — Иоанн (Рощин)[20]
- 30 мая 2019 — 7 июня 2022 — Антоний (Севрюк)
- с 7 июня 2022 — Нестор (Сиротенко) в/у до 13 октября 2022 года

## Благочиннический округ
По состоянию на октябрь 2022 года один округ — Швейцарский.

## Современное состояние
Франция
- Кафедральный собор в честь Пресвятой Троицы в Париже
- Кафедральный храм в честь Трёх Святителей в Париже
- Свято-Николаевский собор в Ницце
- Храм в честь Рождества Пресвятой Богородицы
- Домовый храм в честь святителя Мартина Исповедника и преподобной Женевьевы Парижской
- Храм в честь преподобного Серафима Саровского, преподобных Сергия и Германа Валаамских в Монжероне
- Приход в честь иконы Божией Матери «Всех скорбящих радосте» и преподобной Женевьевы Парижской в Париже
- Приход в честь равноапостольных царей Константина и Елены в Кламаре
- Часовня в честь Святого Духа в Кламаре
- Храм в честь Пресвятой Троицы и Новомучеников и исповедников российских в Ванве
- Приход в честь Покрова Божией Матери в Лионе[22]
- Приход в честь Казанской иконы Божией Матери в Марселе
- Приход в честь первомученика архидиакона Стефана и святителя Германа Осерского в Везле
- Приход в честь святителя Григория Паламы и мученицы Атталии в Страсбурге
- Приход в честь преподобного Серафима Саровского в Бордо
- Община в честь иконы Божией Матери «Владимирская» в Тулузе
- Приход в честь Рождества Иоанна Предтечи в Перпиньяне
- Приход в честь Спаса Нерукотворного Образа в Пуилубар
- Община в честь иконы Божией Матери «Скоропослушница» в Лиможе
- Часовня в честь святителя Николая Чудотворца при «Русском доме» в Сен-Женевьев-де-Буа
- Община в честь Усекновения Главы Иоанна Предтечи в Амьене
- Приход в честь Архангела Божия Гавриила на Мартинике
- Приход в честь святителя Николая Чудотворца в Сен-Луи[23]
- Община в честь святителя Мартина Турского, Милостивого в Шеврье
- Община в честь равноапостольной царицы Елены в Париже
- Община в Монпелье
- Община в честь иконы Божией Матери «Иверская» в Аррасе
- Община в честь святителя Николая Чудотворца в Сен-Николя-де-Пор
- Община в честь святых равноапостольных князя Владимира и Марии Магдалины в Контрексевилле
- Община в Валенс
- Община в честь апостола Иоанна Богослова в Клермон-Ферране

Швейцария
- Феодоровская община в Сьоне
- Община в честь Всех святых, в земле Гельветийской просиявших в Лозанне
- Приход в честь Воскресения Христова в Цюрихе
- Приход в честь Покрова Пресвятой Богородицы в Мелиде
- Община в Биль (Бьен)

Монако
- Приход в честь Царственных Страстотерпцев в Монако

монастыри и скиты
- Монастырь Корсунской иконы Божией Матери (женский; Думерак, Франция), основан в 1993 году, настоятельница — мон. Гликерия.
- Свято-Духовский скит (мужской; Ле-Мениль-Сен-Дени, Франция). Настоятель — архимандрит Варсонофий (Феррье).
- Знаменский монастырь (женский; Марсна, Франция), основан в 1996 году. Настоятельница — мон. Анастасия.
- Свято-Троицкий монастырь (мужской; Домпьер), основан в 1995 году, настоятель — архим. Мартин (де Кафлиш)
- Крестовоздвиженский монастырь (мужской; Лугано, Швейцария). Настоятель — схиархимандрит Гавриил (Бунге).